# Frederik Theodor Kloss
Pour les articles homonymes, voir Kloss.
Frederik Theodor Kloss, né le 19 septembre 1802 à Brunswick dans la principauté de Brunswick-Wolfenbüttel et mort le 9 juin 1876 à Copenhague dans la région du Hovedstaden, est un peintre d'origine allemande et danoise, également professeur de l'Académie royale des beaux-arts du Danemark. Spécialisé dans la représentation de paysages marins, il fut actif durant l'Âge d'or danois.

## Biographie
Frederik Theodor Kloss naît à Brunswick en 1802. Il étudie à l'académie des arts de Berlin. Entre 1825 et 1827, il voyage à Prague, à Breslau et à Dresde ou il découvre les peintures maritimes du peintre danois Christoffer Wilhelm Eckersberg.
Kloss décide de se rendre à Copenhague pour suivre les cours de l'Académie royale des beaux-arts du Danemark. Il poursuit également ses voyages, parcourant notamment la mer du Nord, l'Islande, la Méditerranée et les Îles Féroé dans les années 1830 et 1840.
Il est élu membre de l'académie en 1840 et obtient un poste de professeur en 1853. En 1867, il devient trésorier. Il décède en 1876 à Copenhague.
Ces œuvres sont notamment visibles au Statens Museum for Kunst, au musée Thorvaldsen et au Øregård Museum (en).

## Galerie

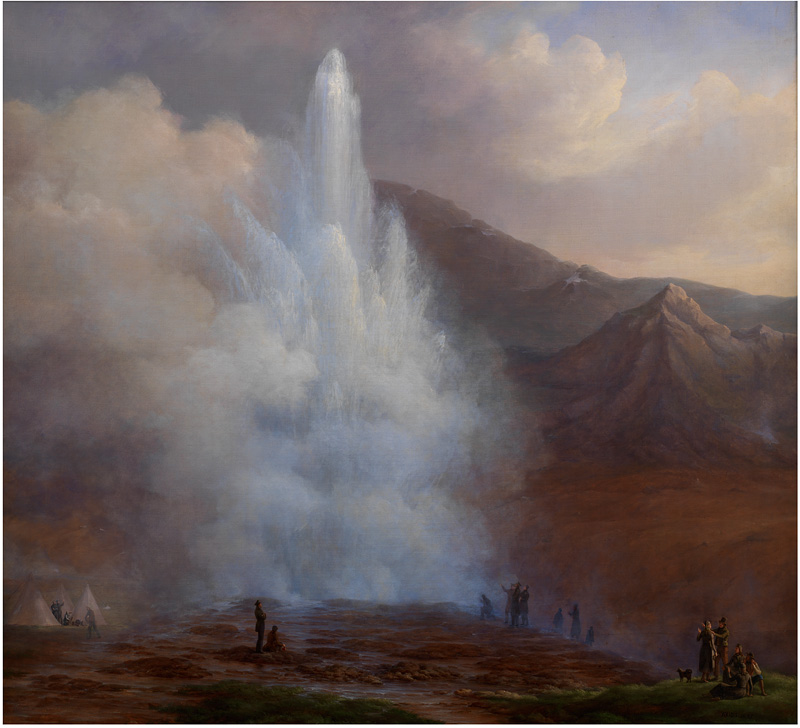
Store Geysir på Island under eruptionen i året (1835)
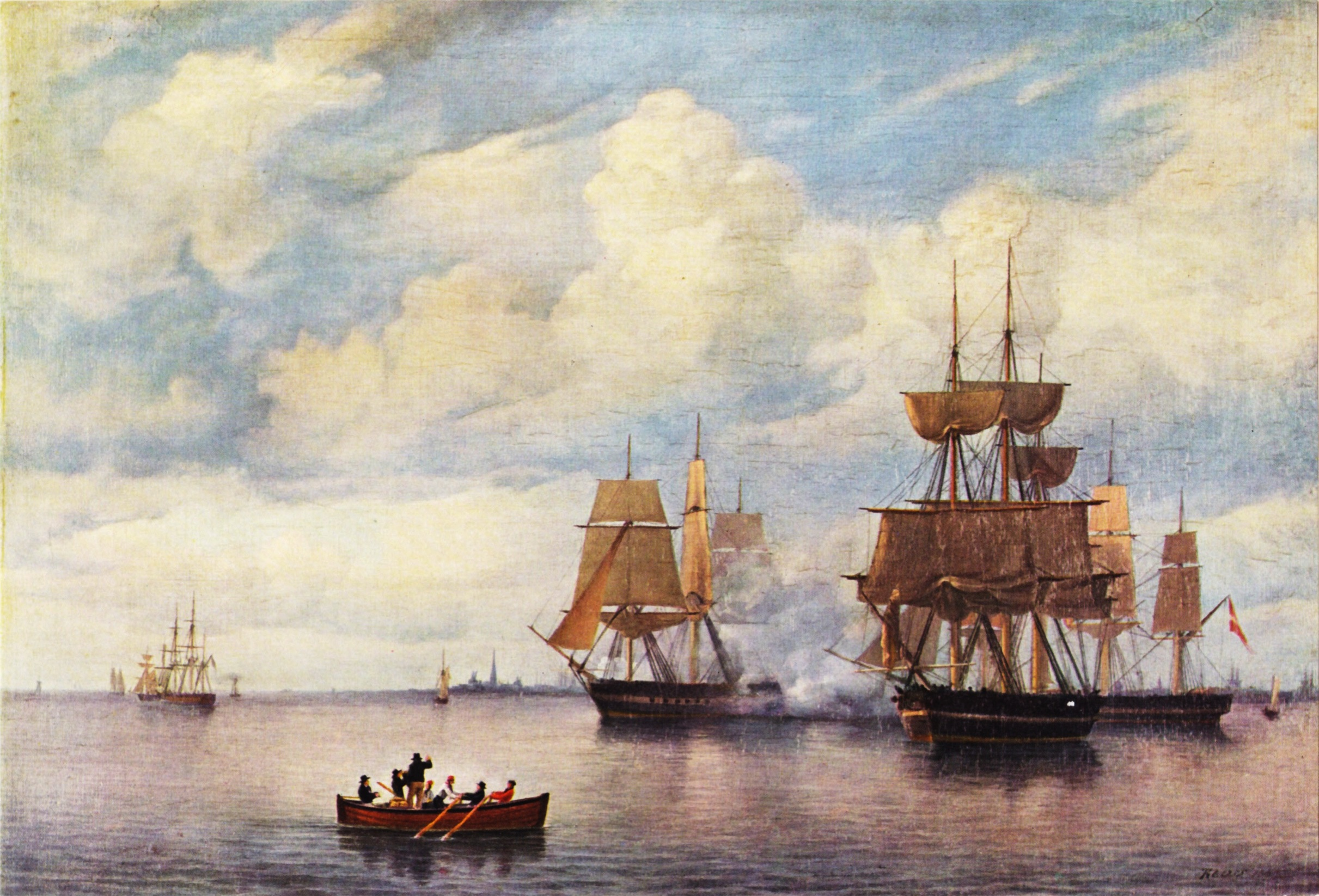
Den danske eskadre under sejl på Københavns rhed (1845)
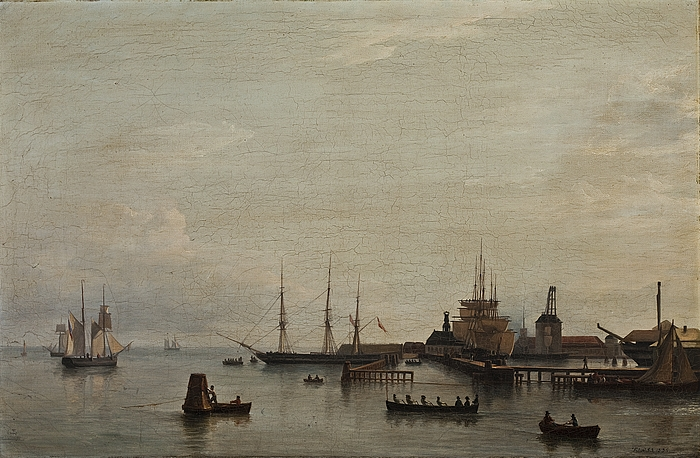
Indsejlingen til København (1838)